# Rimljani
Rimljanin je naziv za sve ljude koji su bili građani grada Rima sve od vremena nastanka toga grada pa do pada Zapadnog Rimskog Carstva.
U vremenu nastanka Rim je bio država, pa se ujedno taj termin odnosio kao i nacionalnost neke osobe koja je živjela u tome gradu. Kasnije kada je Rim kao kraljevstvo, republika te kao carstvo osvojilo veći dio Europe i sjeverne Afrike te dijelove Azije termin Rimljanin odnosio se ujedno na sve građane koji su živjeli unutar granica te države.
U današnje vrijeme taj termin se koristi samo kao naziv za građane grada kao samoga koji su od doba nastanka grada pa do pada Zapadno Rimskog Carstva živjeli u tome gradu.